# Clan Abate
Il clan Abate è stato un sodalizio camorristico operante nella zona est di Napoli, più precisamente nell'area del Comune di San Giorgio a Cremano.

## Storia
Il capoclan indiscusso della “famiglia” di San Giorgio a Cremano è Filippo Abate, soprannominato “Tore 'o Cavallaro”, protagonista di una clamorosa evasione dal carcere di Rotterdam a fine febbraio '93. Per due anni riuscì a nascondersi nei Paesi Bassi, poi si trasferì in Brasile dove il lavoro di intelligence funzionò alla perfezione. Fu catturato su una spiaggia di Salvador de Bahia dalla locale polizia federale, con cui collaborarono in maniera decisiva i Carabinieri di Napoli. A capo di una famiglia specializzata in estorsioni, Filippo Abate era inserito nell'elenco dei 500 latitanti più pericolosi del mondo. Ha collezionato in passato denunce per associazione mafiosa, tentato omicidio, estorsioni e traffico di sostanze stupefacenti. Del gruppo malavitoso che capeggia fanno parte anche i fratelli, con funzioni di luogotenenti. Un grave lutto ha colpito anche la famiglia Abate. Il 12 luglio 1993 morì Enrico Abate, fratello del “Cavallaro”, in un conflitto a fuoco nei pressi della stazione della Circumvesuviana di piazza Trieste e Trento a San Giorgio a Cremano. Era armato e sparò contro tre Carabinieri arrivati in zona in seguito ad alcune telefonate anonime. Qualcuno aveva notato la pistola dell'uomo, che si aggirava con fare sospetto. I militari cercarono di sorprenderlo alle spalle e bloccarlo, ma lui se ne accorse e aprì il fuoco per primo. La risposta si rivelò fatale per il pregiudicato, da poco scarcerato per le precarie condizioni di salute. Tossicodipendente, soffriva di una malattia incurabile. Non si è mai scoperto come mai girasse armato in piazza Trieste e Trento. Forse doveva compiere un attentato o una rapina, a meno che non temesse per la propria vita e l'arma gli servisse per difesa. Ipotesi giudicata allora poco credibile dagli inquirenti, visto che a San Giorgio a Cremano il dominio degli Abate è stato sempre pressoché assoluto.
- Il 19 agosto 2007 Filippo Abate evade dagli arresti domiciliari che stava scontando presso l’ospedale di Messina perché affetto da diabete.[2] Il 28 maggio 2008 viene arrestato a Varcaturo, località del litorale domizio nel  comune di Giugliano, mentre era tranquillamente in spiaggia a prendere il sole in compagnia di alcuni familiari. Abate deve scontare 14 anni e 4 mesi di reclusione per associazione a delinquere di tipo camorristico, droga e altri reati.[3]
- Il 2 novembre 2009 quattro persone ritenute legate al clan “Abate” sono state fermate dai Carabinieri della tenenza di Cercola per tentata estorsione aggravata dal metodo mafioso a San Giorgio a Cremano e nel quartiere napoletano di Barra. In particolare, in manette, in esecuzione di un decreto di fermo emesso dalla DDA di Napoli, nei confronti di Enzo Cefariello, 49enne di San Giorgio a Cremano, ritenuto il reggente del clan, Concetta Abate, 53enne di Napoli, elemento di spicco dello stesso clan prima capeggiato dal fratello Filippo, Claudio Ferrara, 33 anni, ritenuto “fiduciario” del capo storico del clan Filippo Abate, Vincenzo Moliterno, 33 anni, genero di Cefariello e suo “autista” e “fiduciario”.[4]
- Il 20 giugno 2011 viene arrestato Pasquale Abate, ritenuto dagli investigatori il reggente del clan, latitante dal 2009 per una condanna a 22 anni per associazione per delinquere di tipo mafioso e altro.[5]

## Fatti recenti
La cosca dei Troia (nata da una scissione con il clan Abate), che alleata con il clan Mazzarella di Napoli, ha scatenato una guerra contro gli Abate molto cruenta per il controllo del territorio.
Il clan Troia risultò vincente nella faida e oggi, secondo gli inquirenti, il clan Abate è fortemente depotenziato.
Secondo la relazione della DIA per l'anno 2018, il clan Abate non esiste più. Ancora secondo la DIA, i clan presenti nel territorio di San Giorgio a Cremano oggi sono i Troia e i Luongo.